# John Vereker, 6. viscount Gort
Feltmarskal John Standish Surtees Prendergast Vereker, 6th Viscount Gort VC, GCB, CBE, DSO med to bjælker, MVO, MC (født 10. juli 1886, død 31. marts 1946) var en britisk soldat, som gjorde tjeneste i begge verdenskrige, hvor han steg i graderne til feltmarskal og modtog Victoria Cross.

## Tidlige år
Han blev født i London og voksede op i Durham county og på Isle of Wight. Han fik sin uddannelse på Malvern Link Preparatory School og Harrow School, og blev derefter optaget på Royal Military Academy, Woolwich i januar 1904, efter at have arvet viscountværdigheden fra sin far i 1902. Han blev udnævnt til officer i Grenadier Guards i juli 1905.
Ved Edward 7.'s død i 1910 havde løjtnant Gort kommandoen over de underofficerer fra grenadererne, som havde til opgave at bære kisten og betjene katafalken. Han blev udnævnt til medlem af Royal Victorian Order for sin indsats. Senere samme år tog han på elgjagt i Canada og skød ved et uheld sin indianske fører, hvorefter han straks vendte tilbage.
Den 22. februar 1911 giftede han sig med Corinna Vereker, en grandkusine, i Guards Chapel, Wellington Barracks. De fik tre børn: Charles i 1912, Joscelyn i 1913 og Jacqueline i 1914. De blev skilt i 1925.
Den 3. september 1913 blev han udnævnt til adjudant for General Francis Lloyd, som havde kommandoen over militærdistriktet London.

## 1. Verdenskrig
I 1914 havde han fået rang af kaptajn. Han kæmpede på Vestfronten, fik hædrende omtale 8 gange og blev tilkendt Military Cross og Distinguished Service Order og to bjælker.
Han fik tildelt et Victoria Cross for sine handlinger den 27. september 1918 i Slaget ved Canal du Nord, i nærheden af Flesquieres i Frankrig. Oberstløjtnant Gort førte sin bataljon under meget kraftig beskydning, og selv om han blev såret da bataljonen gik i stå, gik han gennem åbent terræn for at få assistance fra en tank, og førte den personligt til størst mulig fordel. Han blev såret igen, men efter at have ligget på en båre et stykke tid insisterede han på at stå op og lede et yderligere angreb, som førte til at der blev taget over 200 fanger, to batterier af feltkanoner og flere maskingeværer. Han afslog at forlade slagmarken før det endelige mål var blevet erobret. Gorts oppasser blev dræbt mens han hjalp Gort i sikkerhed.

## Mellemkrigsårene
Efter at have deltaget i en kort uddannelse ved Staff College i Camberley 1919, vendte Gort tilbage dertil i 1921 som instruktør.
I 1922 begyndte han at sejle, og var en ivrig sejlsportsmand indtil den næste krig brød ud. Han var med i Royal Yacht Squadron i 1922 deltog i Fastnet race i 1925. I 1924 omskrev han infanteriets træningsmanual.
Han blev forfremmet til oberst i 1925 og i januar 1927 tog han til Shanghai, hvorfra han vendte tilbage i august for at give et førstehåndsindtryk af situationen i Kina til kongen, George 5. af Storbritannien og prinsen af Wales. Han fik derefter kommandoen over Guards Brigade i to år fra 1930 før han fik opsyn med træningen i Indien og derpå vendte han tilbage til Staff College i 1936 som kommandant.
I 1932 begyndte han at flyve og købte et biplan de Havilland Gipsy Moth (kaldet: Henrietta), og blev valgt til formand for Household Brigades flyveklub.
Han blev forfremmet til firstjernet general i 1937, hvilket var usædvanligt da han kun havde været generalløjtnant i 2 måneder, og blev derefter udpeget til chef for imperiets generalstab (øverstkommanderende for hæren). I denne stilling var han fortaler for at det vigtigste var at opbygge en landstyrke og forsvare Frankrig og Nederlandene frem for at forsvare Imperiet, efter at Frankrig havde erklæret, at det ikke var i stand til at forsvare sig mod et tysk angreb.

## 2. Verdenskrig
Ved udbruddet af 2. Verdenskrig fik han kommandoen over British Expeditionary Force (BEF) i Frankrig, hvortil han ankom den 19. september 1939. På dette tidspunkt havde han en rolle i en politisk skandale, Pillbox affair, som førte til afskedigelsen af krigsministeren Hore-Belisha. Efter Spøgelseskrigen fulgte det tyske gennembrud i Ardennerne, som splittede de allierede styrker og afskar kommunikationen mellem BEF og franskmændene. Den 25. maj 1940 besluttede Gort egenhændigt at opgive et beordret angreb mod syd med sine styrker. Gorts stilling var vanskelig, idet han gjorde tjeneste under franske hærførere, samtidig med at han var ansvarlig overfor regeringen i London. Han trak hæren tilbage nordpå og BEF blev evakueret i Slaget ved Dunkerque sammen med mange franske soldater.
Nogle roser Gort for at have reageret effektivt på krisen og have reddet British Expeditionary Force. Andre har et mere kritisk syn på Gorts lederskab i 1940, og ser hans beslutning om ikke at deltage sammen med franskmændene i et storstilet modangreb som defaitistisk.
Gort gjorde tjeneste i forskellige stillinger i resten af krigen. Den dag han vendte tilbage fra Frankrig, 1. juni 1940, blev han udnævnt til ADC General for Kong George 6.. Den 25. juni 1940 tog han med en flyvebåd sammen med Duff Cooper til Rabat i Marokko for at samle antinazistiske franske ministre, men i stedet blev han holdt tilbage på sin flyvebåd. Han tog hurtigt tilbage til Storbritannien.

## Guvernør og feltmarskal
Gort fik overdraget posten som inspektør for træning af det britiske hjemmeværn, og da han ikke havde noget konstruktivt at foretage sig besøgte han Island, Orkney og Shetland. Han blev derefter guvernør over Gibraltar (1941-42). Han pressede på for at få Gibraltar Lufthavn forlænget ud på et område som var opfyldt havbund, i modstrid med den britiske regerings ønsker, men fik senere tak fra Krigskabinettet for hans fremsyn, da lufthavnen viste sig af vital betydning i slaget om Middelhavet. Som guvernør over Malta (1942-44) blev hans mod og lederskab under belejringen anerkendt af den maltesiske regering, som gav ham et æressabel. Kongen udnævnte Gort til feltmarskal den 20. juni 1943 på Malta. Den 29. september var Gort, sammen med generalerne Eisenhower og Alexander vidne til Marshal Badoglios underskrivelse af Italiens overgivelse i havnen ved Valletta. Gort var svigerfar til major William Sidney, 1st Viscount De L'Isle VC, og i familie med general Sir Ian Standish Monteith Hamilton. Han var desuden til stede da hans svigersøn modtog Victoria Cross af Alexander den 3. marts 1944 i Italien (ordensbåndet var udskåret fra en af Gorts uniformer).
Gort sluttede krigen som højkommissær i Palæstina og Transjordanien. Under et møde i november 1945 med feltmarskalerne Brooke og Montgomery kollapsede Gort pludseligt og blev fløjet tilbage til London hvor diagnosen løb på kræft. I februar 1946, blev han optaget i den britiske adel under den samme titel som hans eksisterende irske. Da han døde uden af have en søn den 31. marts 1946, overgik hans irske titel til hans broder, mens den britiske titel uddøde.

## Yderligere læsning
- Man of valour, J R Colville, Collins, London, 1972, ISBN 0-00-211290-6
- Monuments to Courage, David Harvey, 1999
- The British Field Marshals 1736-1997, Tony Heathcote, Pen & Sword Books Ltd, 1999, ISBN 0-85052-696-5
- The Register of the Victoria Cross, This England, 1997
- VCs of the First World War – The Final Days 1918 Gerald Gliddon, 2000

## Eksterne links
- Placering af grav og VC medalje Arkiveret 14. december 2004 hos  Wayback Machine (Kent)